# Briareum
Briareum is een geslacht van neteldieren uit de klasse van de Anthozoa (bloemdieren).

## Soorten
- Briareum asbestinum (Pallas, 1766)
- Briareum contortum (Kükenthal, 1906)
- Briareum excavata (Nutting, 1911)
- Briareum hamrum (Gohar, 1948)
- Briareum palmachristi Duchassaing & Michelotti, 1860
- Briareum stechei (Kükenthal, 1908)
- Briareum violaceum (Quoy & Gaimard, 1833)